# Тріскачка лілійна
Тріскачка лілійна, або лілійний жук (Lilioceris lilii) — листоїд, який поїдає листя, стебла, пуп'янки та квіти лілій, рябчиків та інших представників родини лілійних. Відкладає яйця найчастіше на рослини лілій і рябчиків. За відсутності видів Lilium і Fritillaria відкладається менше яєць і рівень виживання яєць і личинок знижується. Зараз цей шкідник поширений у більшості помірних кліматичних зон, де культивуються лілії.

## Опис
Цей лілійний жук належить до родини листоїдів Chrysomelidae ряду Coleoptera. Доросла тріскачка лілійна завбільшки від 6 до 9 мм, з відносно довгими ногами і вусиками. Його надкрила (твердіші передні крила) яскраво-червоні, блискучі. Низ, ноги, очі, вусики та голова чорні. Має великі очі, тонку грудну клітку і широке черевце. Кожна антена складається з 11 сегментів. Очі вирізані, а на грудях є дві борозни.
Тріскачку лілійну можна сплутати з вогнецвіткою червоною (Pyrochroa serraticornis), яка також має червоні надкрила та чорну нижню частину. Надкрила тріскачки лілійної мають ямочки, вони блискучі та округліші, ніж у вогнецвітки, які відносно тьмяні, вужчі, плоскіші та витягнутіші. У вогнецвітки червоної також є гребінчасті вусики. Тріскачка лілійна є рослиноїдною, тоді як вогнецвітка полює на комах. Тріскачку лілійну також плутають з неплямистими сонечками, але тіло тріскачки вужче і видовжене.

## Природнича історія

### Поширення
Тріскачка лілійна поширена в деяких частинах Європи та Азії. Вважається, що її було завезено до Північної Америки через імпорт цибулин рослин лілій у 1943 році. Вперше помічена у Монреалі, вона поширилася по всій Канаді та з'явилася в Массачусетсі в 1992 році, а до 2012 року була у всіх шістьох штатах Нової Англії, а також штатах Нью-Йорк і Вашингтон. У Канаді зустрічається від Приморських провінцій на захід до Манітоби. Станом на 2001 рік вона поширилася на захід аж до Альберти, а станом на 2017 рік повне зараження було зареєстровано аж на північ до Едмонтона, штат Альберта. Жук також утвердився як інвазивний вид у Сполученому Королівстві з моменту його першої реєстрації в 1839 році, хоча перша колонія не була створена до 1939 року, і він не поширився далеко до 1980-х років, а потім швидше з 1980-х років. Відтоді він поширився від графства Суррей на півдні Англії аж до Інвернеса в Шотландії. Зустрічається також в Ірландії. Жук також зустрічається на Близькому Сході та в Північній Африці.
В Україні тріскачка лілійна зареєстрована в більшості областей і є серйозною загрозою для лілій у розсадниках, садах та декоративних насадженнях.

### Життєвий цикл

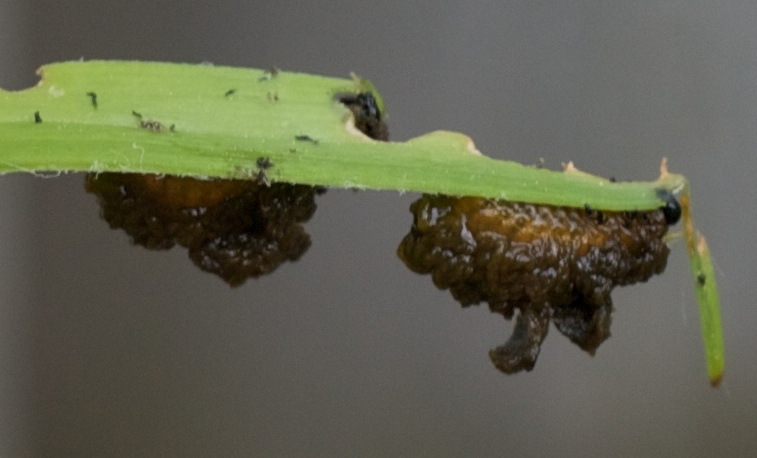
Личинки їдять листя лілії

Зимує жук у ґрунті і виходить рано навесні. Доросла особина зазвичай знаходиться у вологому, прохолодному середовищі. Жук з'являється навесні, щоб годуватись і спаровуватися. Самка може відкладати до 450 яєць щосезону партіями по 12 штук на нижній стороні листя. Кладки червоно-оранжевих або коричневих яєць розташовуються вузькими нерегулярними лініями вздовж середньої жилки, де вони більш приховані. З яєць вилуплюються жовті, коричневі або помаранчеві личинки приблизно через 1–2 тижні.
Личинки живляться до 24 днів, починаючи знизу листя, потім підіймаючись по решті рослини, і завдають найбільшої шкоди. Переважне місце живлення — під листком або у вузлі, де листок прикріплений до стебла. Потім вони зариваються в землю, щоб залялькуватися в коконі з ґрунту, зв'язаного слиною. Приблизно через 20 днів з'являються дорослі жуки і продовжують харчуватися до зими. За один рік може відбуватися більше одного циклу розмноження.

### Поведінка
Часто першим свідченням зараження лілійними тріскачками є липкі коричневі купки на листі, у яких містяться личинки. Личинки залишаються у фекальній оболонці для захисту від сонця та хижаків. Проте фекальний щит не є ефективним захистом від паразитоїдів, і він насправді може полегшити паразитоїдам, таким як оса Lemophagus pulcher, пошук личинок.
Доросла особина, яка відчуває небезпеку, демонструє захисний механізм, танатоз. Вона знерухомлюється, згортає свої кінцівки й падає чорною нижньою поверхнею догори, що допомагає їй замаскуватися на фоні землі і потім втекти. Якщо вони не можуть втекти, вони також можуть «заскрипіти», потираючи дві частини свого тіла одна про одну, що може бути несподіваним для нападника і створить шанс для втечі комахи. Цей прийом відомий як стридуляція й може справді спантеличити птаха чи будь-якого іншого хижака під час нападу на жука тріскачки лілійної.
У лілій спочатку можуть з'явитися ознаки вигризених дірок на листках від споживання тріскачками, і якщо їх не зупинити, вони швидко прогресують до почорніння та повної втрати листя, залишаючи лише стебло. Жуки та їхні личинки також можуть заселяти та пожирати квіткові бруньки, що розвиваються. Інвазія може відбутися незабаром після того, як нові рослини з'являться з ґрунту, особливо якщо поруч є Fritillaria, які з'являються раніше, ніж Lilium. У той час як Lilium і Fritillaria вражаються жуком, подібна до лілії рослина лілійник (Hemerocallis) не страждає від цього листоїда. Можуть постраждати всі види лілій, але хоча азіатські лілії є найбільш вразливими, деякі східні лілії можуть бути більш стійкими. Стійкі типи включають Lilium henryi «Madame Butterfly», Lilium speciosum «Uchida» та Lilium «Black Beauty». Інші постраждалі садові рослини включають Convallaria majalis, Polygonatum, картоплю (Solanum tuberosum), квітучий тютюн (Nicotiana), мальву (Alcea) і госту.

## Вплив шкідника

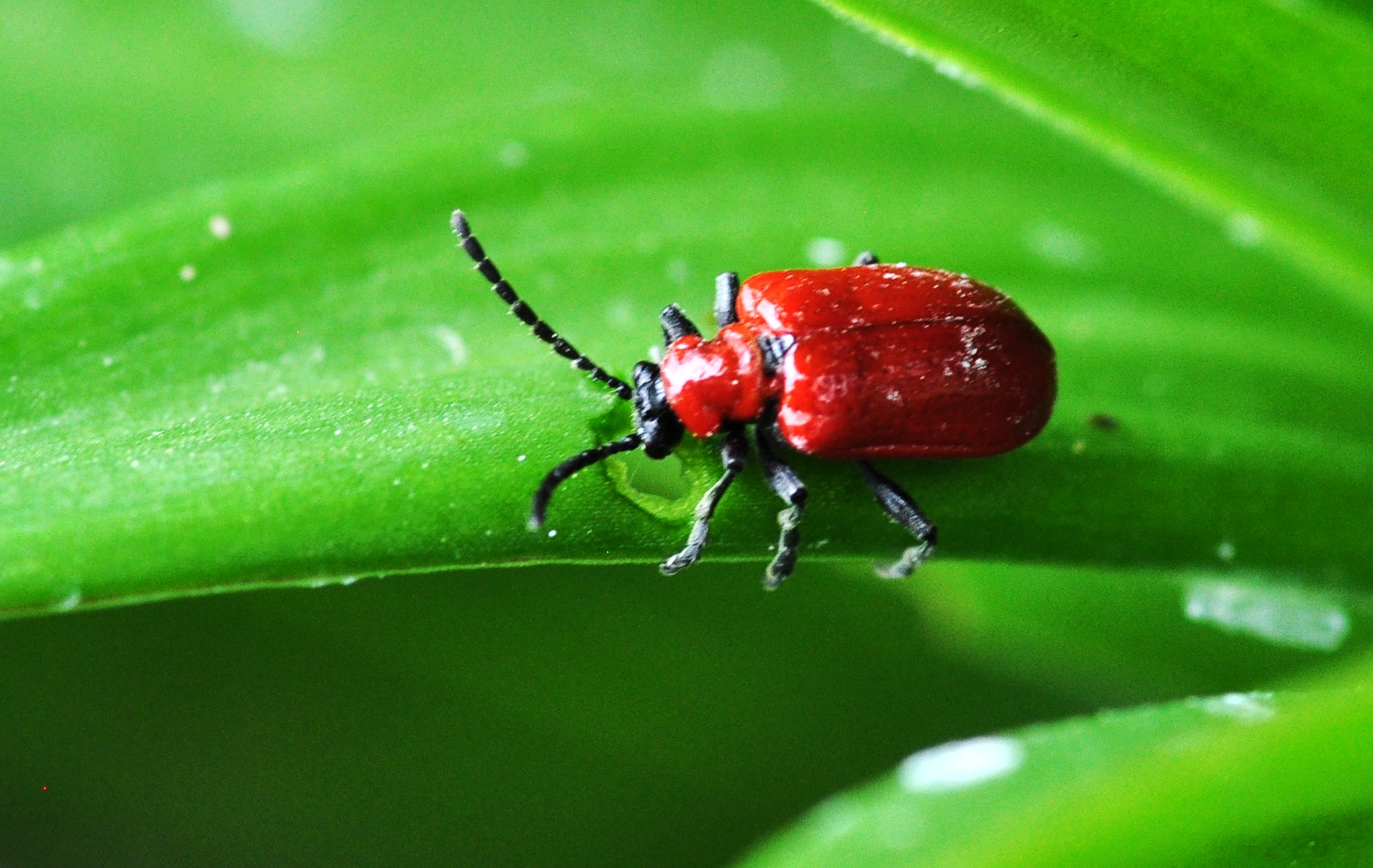
Дорослий жук їсть листя лілії

Зразки Fritillaria та Lilium у канадських садах, особливо навколо Галіфакса, Нова Шотландія, а також у Королівський ботанічний сад зазнають значного впливу жуків тріскачки лілійної. У саду у Вейверлі, Нова Шотландія, повідомили про зменшення кількості видів і сортів лілій з 50 у 1996 році до лише одного у 2006 році.

### Контроль
Найнадійніша стратегія для запобігання зараження будь-якими шкідниками — це уникати посадки сприйнятливих рослин, у випадку з тріскачкою це вимагає уникати вирощування такої кількості бажаних сортів лілій, що інші стратегії можуть бути кращими. Регулярне ручне збирання та роздавлювання яєць, личинок і дорослих особин ефективне, хоча й трудомістке. Домашні інсектициди, зареєстровані для загальної боротьби з листоїдами, що містять карбарил, метоксихлор, малатіон і ротенон, можуть виявитися корисними для боротьби з популяціями жуків. Однак малатіон і карбарил, ефективні для дорослих особин і личинок жуків, одночасно токсичні для бджіл та інших комах відповідно. Продукти на основі екстракту німу корисні для знищення дуже молодих личинок і відлякування дорослих особин без відносної шкоди для інших комах, хоча цей варіант, можливо, менш ефективний, ніж ручний збір. Продукти німу слід застосовувати кожні 5—7 днів після вилуплення яєць. Тіаклоприд також ефективний. «Плаваюче» накриття рядків поліетиленом було ефективним у запобіганні дорослим особинам годуватися та відкладати яйця навесні.

### Біологічні засоби контролю
У Європі загальний рівень паразитування на останній стадії розвитку становить у середньому близько 90 % на дикій Lilium martagon, 75 % у садах і 60 % на культивованих полях лілій. Більшість паразитоїдів тріскачки лілійної є осами, які відкладають яйця всередину тіла хазяїна та ефективно вбивають усіх інфікованих особин. Diaparsis jucunda (Ichneumonidae: Tersilochinae) домінує серед понад 90 % паразитоїдних інфекцій жука тріскачки. Проте в садах і на комерційних полях Tetrastichus setifer (Eulophidae: Tetrastichinae) і Lemophagus pulcher (Eulophidae: Campopleginae) стають домінуючими паразитоїдами в пізніший сезон.
У Північній Америці немає природних хижаків або паразитів тріскачки лілійної. У 1996 році Університет Род-Айленда розпочав перевірку ефективності біологічного контролю тріскачки лілійної з використанням шести природних паразитоїдів з Європи. CAB International Bioscience Switzerland Center також брав участь у цьому проєкті з 1998 по 2001 рік. Європейська паразитоїдна оса Tetrastichus setifer використовувалася в Массачусетсі з 1999 по 2001 рік; експеримент показав зменшення популяції жуків. Зменшення чисельності населення також спостерігалося в іншому дослідницькому місці в Род-Айленді. У 2003 році ще один паразитоїд, Lemophagus errabundus, був випущений у штаті Массачусетс і зараз живе в регіоні. Подібні випуски паразитоїдів були зроблені в Бостоні з позитивними результатами.